# Androcles and the Lion
 Androcles and the Lion és un pèplum estatunidenc de Chester Erskine i Nicholas Ray estrenada el 1952.

## Argument
Androcles és un cristià que segueix els ensenyaments de la religió fins i tot amb el tracte amb els animals. Veient a un lleó adolorit, li treu una gran espina de la pota, i es fan amics. Temps després, Androcles i altres cristians són detinguts i condemnats a morir a l'arena menjats pels lleons.

## Comentari
Pobre adaptació de l'obra satírica de George Bernard Shaw. Les bones actuacions dels actors fan, però, que resulti agradable.

## Repartiment
- Jean Simmons: Lavinia
- Victor Mature: Capità
- Alan Young: Androclos
- Robert Newton: Ferrovius
- Maurice Evans: Cèsar
- Elsa Lanchester: Megaera
- Reginald Gardiner: Lentulus
- Gene Lockhart: Guardià d'exhibició de feres
- Alan Mowbray: cap de Gladiators
- Noel Willman: Spintho
- John Hoyt: Cato
- Jim Backus: Centurió
- Woody Strode: El Lleó
- Sylvia Lewis: Reina de les Vestals